# Чумичев, Николай Семёнович
Николай Семёнович Чумичев (12 ноября [25 ноября] 1905, Ростов-на-Дону, область Войска Донского, Российская империя — 7 марта 1973, Свердловск, РСФСР, СССР) — советский хозяйственный деятель, депутат Верховного Совета УССР 1-го созыва.

## Биография
Родился 12 ноября (25 ноября) 1905 года в Ростове-на-Дону области Войска Донского Российской империи.
Трудовую деятельность начал в пятнадцатилетнем возрасте электромонтёром электростанции.
В 1930 году был направлен на учебу в Ростовский институт инженеров путей сообщения. Однако вскоре был переведен в недавно организованный Бежицкий машиностроительный институт. Но в этом учебном заведении не готовили инженеров паровозостроение, и Чумичев с товарищами добивается перевода после окончания второго курса в  Московский механико-машиностроительный институт им. Н. Э. Баумана, который окончил в 1935 году.
С 1935 года работал на Ворошиловградском заводе имени Октябрьской революции мастером, начальником пролёта, заместителем начальника котельного цеха.
С марта 1937 года работал заместителем начальника новокотельного цеха. В апреле 1937 года был избран членом заводского партийного комитета. В августе 1937 года его кандидатура была предложена для утверждения на должность главного инженера завода. 15 августа 1937 года был подписан приказ о назначении Н. С. Чумичева исполняющим обязанности директора завода. Через две недели, 31 августа 1937 года, он был назначен директором Ворошиловградского паровозостроительного завода.
26 июня 1938 года был избран депутатом Верховного Совета УССР 1-го созыва от Ворошиловградско-Октябрьского избирательного округа Ворошиловградской области.
22 сентября 1938 года арестован и обвинён в шпионаже, диверсионной работе и торможении производства. 26 сентября 1938 года бюро Ворошиловградского горкома КП(б)У вывело Чумичева из состава пленума городского партийного комитета и исключило его из партии «как врага народа, репрессированного органами НКВД», несмотря на то, что руководимый им завод перевыполнял производственную программу, прежде всего по основному виду продукции — паровозам. В конце своих признательных показаний он написал: «Все мои показания – чекистская выдумка и клевета на себя». Органы следствия проглядели эту дописку. Военный трибунал был вынужден вернуть обвинительное заключение следствию для проведения экспертизы. Проведённая экспертиза обвинительного заключения помогла Чумичеву освободиться.
18 марта 1940 года освобождён постановлением Военного прокурора Харьковского военного округа.
В 1940–1941– главный инженер завода «Красный Профинтерн».
В начале Великой Отечественной войны руководил эвакуацией завода «Красный Профинтерн» в г. Красноярск. Под его руководством в военный период была построена первая очередь Красноярского паровозостроительного завода, налажено производство паровозов и металлургического оборудования.В 1941–1948 – директор Красноярского паровозостроительного завода «Красный профинтерн».
В 1948–1951 – директор Уральского завода тяжёлого машиностроения.
Руководил освоением производства новых видов продукции – более совершенных рельсобалочных и трубопрокатных станов, буровых установок, шагающих экскаваторов. Провел работу по наращиванию производственных мощностей Уралмашзавода, увеличению строительства жилья для рабочих, по благоустройству Свердловска и территории завода.
В 1951–1965 – директор Южного турбинного завода в Николаеве.
Скончался 7 марта 1973 года в Свердловске. Похоронен на Широкореченском кладбище Екатеринбурга.

## Награды и премии
- Орден Ленина (1945)
- Орден Трудового Красного Знамени (1945)